# Manuel Valera
Manuel Valera (* 17. Oktober 1980 in Havanna) ist ein amerikanischer Jazzmusiker (Piano, Komposition) kubanischen Ursprungs.

## Leben und Wirken
Valera, Sohn des Saxophonisten Ernesto Manuel Valera Orta, wurde am Manuel-Saumell-Konservatorium in Havanna als klassischer Saxophonist ausgebildet. Nach seinem Umzug in die Vereinigten Staaten Ende 1994 wechselte er zum Klavier. Er lebt seit 2000 in New York City, wo er an der New School bei Richie Beirach studierte. Sein Spiel ist von Bill Evans, Chick Corea und Keith Jarrett beeinflusst. Er arbeitete mit den Gruppen von Dafnis Prieto, Arturo Sandoval, Paquito D’Rivera, Brian Lynch, Yosvany Terry, Jeff Tain Watts und Lenny White, aber auch mit Claudio Roditi.
Valeras Debütalbum Forma Nueva wurde 2004 veröffentlicht; mit dabei der Bassist John Patitucci, die Schlagzeuger Bill Stewart und Horacio El Negro Hernández sowie der Saxophonist Seamus Blake. Die Alben Historia, Melancolia und Vientos wurden zwischen 2005 und 2007 mit den Schlagzeugern Antonio Sánchez und Ernesto Simpson, den Saxophonisten Seamus Blake und Joel Frahm, den Bassisten Ben Street und James Genus und dem Perkussionisten Luis Quintero veröffentlicht. 2009 erschien Currents, eine Trioaufnahme mit Genus und Simpson, die Valeras Debüt beim Label Maxjazz war.
Nach intensiver Beschäftigung als Sideman veröffentlichte Valera 2012 sein Album New Cuban Express mit Yosvany Terry am Saxophon, Tom Guarna an der Gitarre, John Benitez am Bass, Eric Doob am Schlagzeug und dem Perkussionisten Mauricio Herrera; dieses Album brachte ihm eine Nominierung bei den Grammy Awards 2013 in der Kategorie „Bestes Latin Jazz Album“ ein. Mit dem New Cuban Express folgten die Alben Expectativas und In Motion. Nach dem Trio-Album The Planets mit E. J. Strickland und Hans Glawischnig legte er 2020 das Album José Martí en Nueva York mit seiner New Cuban Express Big Band vor sowie im Trio mit Yasushi Nakamura und Mark Whitfield Jr. Live at L'Osons Jazz Club (2020). Mit Michael Thomas nahm er dessen Album The Illusion of Choice (2024) auf.